# 岱纳大街
岱纳大街（Avenue des Ternes）是巴黎十七区的一条大街，东起岱纳广场（place des Ternes）1号和瓦格兰大街49号，西到古维翁圣西尔大道（boulevard Gouvion-Saint-Cyr）59号，长920米，宽35米，1863年命名。大街中段有特里斯坦-伯纳德广场（place Tristan-Bernard）。
这是一条繁忙的购物街，在尼埃勒大街（Avenue Niel）转角有巴黎老牌的百货公司“商店组合”（Magasins réunis）。1990年代初，大楼开设FNAC的巴黎岱纳店。
20年来，岱纳大街发生很大变化。第一波变化的浪潮发生在1988年Bouchara关闭和NAF到达之后。
16号，餐饮供应商“虱之家”"Louse House"自1830年开设于此。。 
在25号，Monoprix（不二价）连锁超市取代了法国最早的自助服务店之一Prisunic（廉价商店）。 
在27号，酒店取代了建于1935年的电影院。